# Bawku
Bawku est une ville du Ghana située dans le district municipal de Bawku (dont elle est la capitale), de la Région du Haut Ghana oriental, au nord du Ghana.

## Histoire
La ville de Bawku est située au Nord-est du Ghana. Elle tire son origine des échanges entre  les marchands Ahoussa, peuls et autochtones de la région qui faisaient leurs activités entre le Ghana et le Burkina Faso. Cette activité fut enregistrée dimanche 10 août 1969.